# Monchy-Cayeux
Monchy-Cayeux là một xã trong tỉnh Pas-de-Calais, vùng Hauts-de-France, Pháp.
Monchy-Cayeux có cự ly 29 dặm (47 km) về phía tây bắc Arras.

## Dân số
| 1962                                                              | 1968 | 1975 | 1982 | 1990 | 1999 | 2006 |
| ----------------------------------------------------------------- | ---- | ---- | ---- | ---- | ---- | ---- |
| 283                                                               | 313  | 286  | 277  | 297  | 274  | 290  |
| Số liệu điều tra dân số tính từ năm 1962, dân số chỉ tính một lần |      |      |      |      |      |      |